# Aritranis intellector
Aritranis intellector är en stekelart som först beskrevs av Aubert 1968.  Aritranis intellector ingår i släktet Aritranis och familjen brokparasitsteklar. Inga underarter finns listade.